# Xifan Yang
Xifan Yang (* 1988 in Hengyang) ist eine chinesischstämmige deutsche Journalistin und Buchautorin.

## Leben und Wirken
Xifan Yang wurde 1988 in Hengyang in der südchinesischen Provinz Hunan geboren. Mit vier Jahren kam sie nach Deutschland und ging in Freiburg im Breisgau zur Schule und studierte anschließend an der Ludwig-Maximilians-Universität München einige Semester Psychologie. An der Deutschen Journalistenschule in München wurde sie zur Redakteurin ausgebildet und war dann als freie Korrespondentin in China tätig.
2015 erschien Yangs erstes Buch „Als die Karpfen fliegen lernten“ bei Hanser Berlin, in dem sie anhand ihrer Familie die jüngere Geschichte Chinas erzählt. Von Anfang 2016 bis Ende 2017 arbeitete sie als Redakteurin beim SZ-Magazin. Seit Juli 2018 berichtet sie als China-Korrespondentin der Zeit aus Peking. 2020 erhielt Yang den deutschen Reporterpreis, 2021 den Egon-Erwin-Kisch-Preis.

## Auszeichnungen
- 2012: Top 30 Journalisten unter 30 Jahren (Medium Magazin)[10]
- 2012: Nominierung Deutscher Reporterpreis (Kategorie „Beste Reportage“)[11]
- 2015: Nominierung Theodor-Wolff-Preis (Kategorie „Beste Reportage“)[12]
- 2020: Deutscher Reporter:innenpreis (Kategorie „Beste Reportage“)[13]
- 2021: Dr.-Georg-Schreiber-Medienpreis (Bundesweiter Sonderpreis)[14]
- 2021: Egon-Erwin-Kisch-Preis